# Brian Ferrares
Brian Ferrares Fernández (Montevideo, Uruguay; 1 de marzo del 2000) es un futbolista uruguayo. Juega como defensa y su equipo actual es el Cerro Largo FC de la Primera División de Uruguay.

## Carrera deportiva
Nacido en la capital uruguaya, empezó su carrera como futbolista en las categorías inferiores del Danubio FC. En el año 2018, fue relegado al primer equipo, compitiendo así en la Primera División de Uruguay, debutando el 7 de abril de ese mismo año. El 6 de enero de 2020 se oficializa su traspaso por Cerro Largo.
Meses después, el día 7 de octubre, el Real Club Celta de Vigo confirmó su fichaje como cedido para su equipo filial. Después de sufrir una grave lesión a finales de temporada, el Celta de Vigo decide extender su cesión un año más, aún sin hacerlo oficial.

## Clubes
| Club                                 | País    | Año       |
| ------------------------------------ | ------- | --------- |
| Danubio Fútbol Club                  | Uruguay | 2018-2020 |
| Cerro Largo                          | Uruguay | 2020-act. |
| Real Club Celta de Vigo "B" (cedido) | España  | 2020-2022 |